# Faust and Marguerite
Faust and Marguerite ist ein US-amerikanischer Stummfilm aus dem Jahr 1900. Regie führte Edwin S. Porter. Der Film wurde am 28. Februar 1900 veröffentlicht.

## Filminhalt
Marguerite (Gretchen) sitzt vor einem Kamin, in ihrer Nähe befindet sich Faust. Wenig später betritt Mephisto das Zimmer der beiden und möchte Faust ein Schwert geben, um Marguerite damit zu töten. Faust wehrt dies ab. Daraufhin will Mephisto Marguerite selbst töten, sie verwandelt sich dabei in Faust, der ebenfalls verschwindet. An seiner Stelle erscheint ein Gerippe. Schließlich bleibt Mephisto alleine zurück. Am Ende erscheint ein Priester und Marguerite und Faust werden getraut. 

## Hintergrundinformationen
Bei diesem Film handelt es sich um die erste amerikanische Verfilmung der Geschichte von Johann Georg Faust. Der Film erzählt nicht die Geschichte von Faust, sondern benutzt deren Motive, um die damals neuen Techniken und Möglichkeiten des Films zu demonstrieren. Der Film selbst ist allerdings nicht die älteste Filmadaption des Fauststoffes. Georges Méliès drehte bereits im Jahr 1897 mit dem Film Faust et Marguerite die erste Version.